# Francuska Dywizja I w unihokeju mężczyzn
Francuska Dywizja I w unihokeju mężczyzn (fr. France Floorball Division I) – najwyższy poziom ligowy rozgrywek unihokeja we Francji. Triumfator ligi zostaje Mistrzem Francji, a najsłabsza drużyna zostaje relegowana do II Dywizji. Rozgrywki organizowane są od sezonu 2004/2005 przez Francuską Federację Unihokeja (fr. Fédération française de floorball). Najbardziej utytułowanym klubem jest IFK Paris, który posiada 5 tytuły mistrzowskie i 5 wicemistrzowskich.

## Edycje rozgrywek
| Sezon     | Mistrz                                        | II miejsce                                    |                                               |
| --------- | --------------------------------------------- | --------------------------------------------- | --------------------------------------------- |
| 2004/2005 | Marseille Floorball                           | IFK Paris                                     |                                               |
| 2005/2006 | Marseille Floorball                           | IFK Paris                                     |                                               |
| 2006/2007 | Paris CU                                      | Marseille Floorball                           |                                               |
| 2007/2008 | Paris CU                                      | IFK Paris                                     |                                               |
| 2008/2009 | IFK Paris                                     | Marseille Floorball                           |                                               |
| 2009/2010 | IFK Paris                                     | Paris CU                                      |                                               |
| 2010/2011 | IFK Paris                                     | Paris CU                                      |                                               |
| 2011/2012 | Lyon floorball club                           | Isère Grésivaudan Floorball                   |                                               |
| 2012/2013 | Phoenix Floorball Club                        | IFK Paris                                     |                                               |
| 2013/2014 | Trolls d'Annecy                               | IFK Paris                                     |                                               |
| 2014/2015 | IFK Paris                                     | Phoenix Floorball Club                        |                                               |
| 2015/2016 | IFK Paris                                     | Trolls d'Annecy                               |                                               |
| 2016/2017 | Phoenix Floorball Club                        | Trolls d'Annecy                               |                                               |
| 2017/2018 | IFK Paris                                     | Dragons Bisontis                              |                                               |
| 2018/2019 | Dragons Bisontis                              | IFK Paris                                     |                                               |
| 2019/2020 | Sezon niedokończony wskutek pandemii COVID-19 | Sezon niedokończony wskutek pandemii COVID-19 | Sezon niedokończony wskutek pandemii COVID-19 |
| 2020/2021 | Sezon niedokończony wskutek pandemii COVID-19 | Sezon niedokończony wskutek pandemii COVID-19 | Sezon niedokończony wskutek pandemii COVID-19 |
| 2021/2022 | Dragons Bisontis                              | Dahuts du Lac                                 |                                               |
| 2022/2023 | Dahuts du Lac                                 | Dragons Bisontins                             |                                               |
| 2023/2024 | Dragons Bisontins                             | Dahuts du Lac                                 |                                               |

## Bilans klubów
| Pozycja | Nazwa klubu                 | Mistrz                           | II miejsce                             |
| ------- | --------------------------- | -------------------------------- | -------------------------------------- |
| 1.      | IFK Paris                   | 5 (2009, 2010, 2011, 2015, 2018) | 3 (2005, 2006, 2008, 2013, 2014, 2019) |
| 2.      | Dragons Bisontis            | 3 (2019, 2022, 2024)             | 3 (2016, 2018, 2023)                   |
| 3.      | Paris CU                    | 2 (2007, 2008)                   | 2 (2010, 2011)                         |
| 4.      | Marseille Floorball         | 2 (2005, 2006)                   | 2 (2007, 2009)                         |
| 5.      | Phoenix Floorball Club      | 1 (2013)                         | 1 (2015)                               |
| 6.      | Trolls d'Annecy             | 1 (2014)                         |                                        |
| 7.      | Dahuts du Lac               | 1 (2023)                         | 2 (2022, 2024)                         |
| 8.      | Lyon floorball club         | 1 (2012)                         |                                        |
| 9.      | Isère Grésivaudan Floorball |                                  | 1 (2012)                               |